# Dixon Kemp
Pour les articles homonymes, voir Kemp.
Dixon Kemp, né en 1839 à Ryde sur l'île de Wight, et décédé le 21 novembre 1899, est un architecte naval britannique. Il est l'un des fondateurs du Yacht Racing Association (devenu désormais le Royal Yachting Association) et sera à un moment son secrétaire. Il était un des fondateurs du Lloyd's Register of Yachts. Il a été éditeur de Isle of Wight Observer ainsi que rédacteur en chef de la revue sur le yachting The Field.

## Biographie
Dixon Kemp était une autorité reconnue concernant la conception de yachts et le domaine de la course au large.
On compte dans ses célèbres yachts: 
- Firecrest (1892), utilisé par Alain Gerbault dans sa circumnavigation autour du globe. C'est sur navire qu'il a navigué pour gagner la médaille Blue Water en 1923.
- Amazon, encore existant, et qui a effectué une traversée de l'Atlantique en 2011.

L'Amirauté britannique a ordonné des copies de son yacht et de ses bateaux livrés à la Royal Navy. Comme architecte, il est considéré comme un expert de la stabilité des navires, et le fruit de son travail s'est transmis aux officiers de la Royal Navy. Ainsi, jusqu'en 1950, une analyse du navire Spray de Joshua Slocum a montré que les formules et l'analyse de Kemp étaient toujours utilisées.
Dans la course au large, il est connu pour avoir mis au point un nouveau système de classement basé sur la longueur des navires et de leur tenue à la voile. Kemp a également écrit sur les règles de course à la voile.

## Yachts
- Lapwing (1882)
- Amazon (1885)
- Firecrest (1892)
- Fauvette (1894)
- Beluga

## Ouvrages
- Yacht designing : a treatise on the practical application of the scientific principles upon which is based the art of designing yachts  (1876)
- A manual of yacht and boat sailing (première édition en 1878)
- Yacht architecture: a treatise on the laws which govern the resistance of bodies moving in water, propulsion by steam and sail; yacht designing; and yacht building (première édition en 1885)
- Exposition of yacht racing rules: customs & practices observed in match sailing, including decisions on particular cases of protest (1898)